# پانتومیم (بازی)

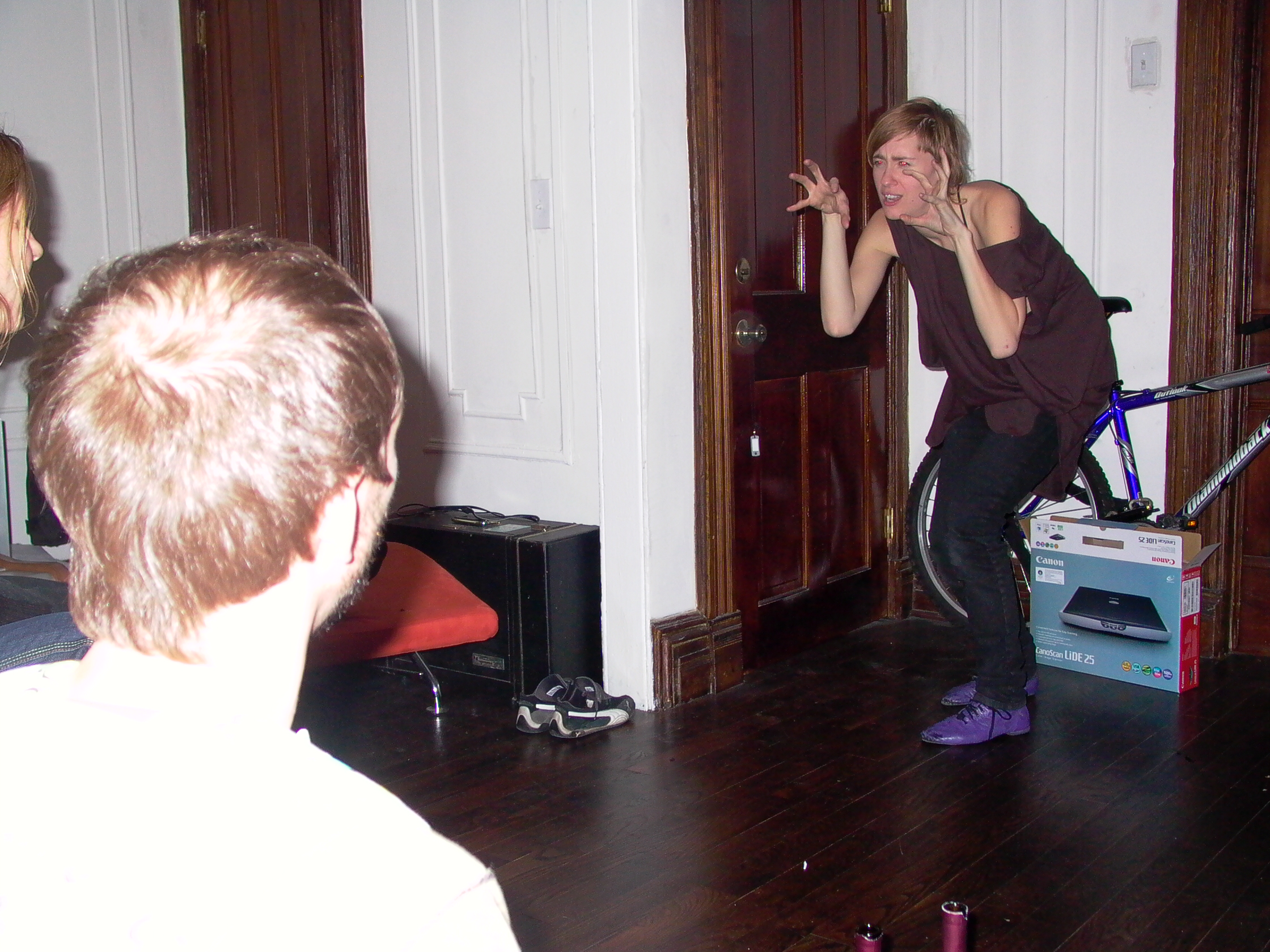
نمونه ای از بازی پانتومیم

پانتومیم یا لال‌بازی یا ادابازی بازی‌ای گروهی است که با استفاده از نمایش بی‌کلام انجام می‌شود. بازی‌کننده سوالات شرکت‌کننده‌ها را می‌شنود و تنها با حرکات سر و بدون گفتن کلام آن‌ها را تایید یا رد می‌کند. البته باید دقت کرد که این بازی تبدیل به بیست‌سوالی نشود.

## روش بازی
شرکت‌کنندگان به دو گروه تقسیم می‌شوند. گروه اول کلمه‌ای را با توافق انتخاب می‌کنند. از میان گروه دوم، یک نفر انتخاب می‌شود و گروه اول این کلمه را فقط به او می‌گویند. این فرد باید با اجرای پانتومیم (نمایش، بدون صحبت کردن) به بقیهٔ اعضای گروه خودش بفهماند که اعضای گروه اول چه کلمه‌ای انتخاب کرده بودند. بقیه افراد گروه می‌توانند صحبت کنند و سؤالاتی بپرسند، و کسی که پانتومیم را اجرا می‌کند می‌تواند با ایما و اشاره به آن‌ها جواب دهد. هر گروه مدت زمان خاصی (مثلاً ۳ دقیقه) فرصت دارد تا کلمهٔ مورد نظر را بیابد.
در دور بعد، یک نفر از اعضای گروه اول باید همین نمایش را برای کلمه منتخب گروه دوم انجام دهد. در هر دور، گروهی که کلمه را صحیح حدس زده است، یک امتیاز می‌گیرد و گروهی که در تعداد دورهای مساوی، امتیاز بیشتری گرفته، برنده است.